# Kerkhofen
Kerkhofen ist ein Gemeindeteil der Gemeinde Mühlhausen im Landkreis Neumarkt in der Oberpfalz.

## Lage
Das Kirchdorf Kerkhofen liegt südwestlich von Sulzbürg am südlichen Hang des 541 m ü. NHN hohen Galgenbergs auf 430–450 m ü. NHN, etwa einen Kilometer nördlich des Main-Donau-Kanals.

## Ortsnamensdeutung
Dem Ortsnamen soll der althochdeutsche Personenname Kado zugrunde liegen, wobei aus Kadinchova die heutige Form Kerkhofen entstanden sein soll. Im Pontifikale Gundekarianum (und noch einmal 1485) erscheint wohl statt Kerkhofen „Berchouen“ (Berghofen).

## Geschichte
Zwischen 1057 und 1075 weihte der Eichstätter Bischof Gundekar II. in „Berchouen“ (= Kerkhofen?) eine Kirche. Als 1249 Gotfrid von Sulzbürg und seine Gemahlin Adelheid von Hohenfels aus dem königlichen Dienstmannengeschlecht der Wolfstein-Sulzbürger das Frauen- und spätere Zisterzienserinnenkloster Seligenporten gründeten und zu ihrer Familiengrablege bestimmten, gehörte zu den Fundationsgütern auch ein Gut in „Kethechoven“ (= Kerkhofen?). 1285/90 ist Kerkhofen in der verlesenen Form „Herzenhouen“ in einem Eichstätter Lehenbuch genannt. 1326 wurde in einer Auseinandersetzung unter den Wolfsteinern festgelegt, dass Konrad von Sulzbürg, Chorherr im Augustiner-Chorherrenstift Rebdorf einen Hof in Kerkhofen, den er als Leibbeding besessen hatte, bei Entrichtung einer Ausgleichszahlung an Leopold und Albrecht von Wolfstein behalten darf. 1349 wurde in Eichstätt ein Streit („krieg und uflauf, di wir gen ainander heten“) zwischen Poppe von Dietenhoven und Ulrich von Merstorf (Mörsdorf) über Güter zu „Kaerkoven“ gütlich beigelegt. 1372 stifteten die beiden Hilpolt von Stein die Frühmesse in Freystadt und dotierten sie unter anderem mit Gütern zu Kerkhofen. 1393 belehnte der Bischof von Eichstätt die Absberger mit dem Kirchensatz von Kerkhofen; zuvor waren die Wolfsteiner im Besitz dieses Lehens.

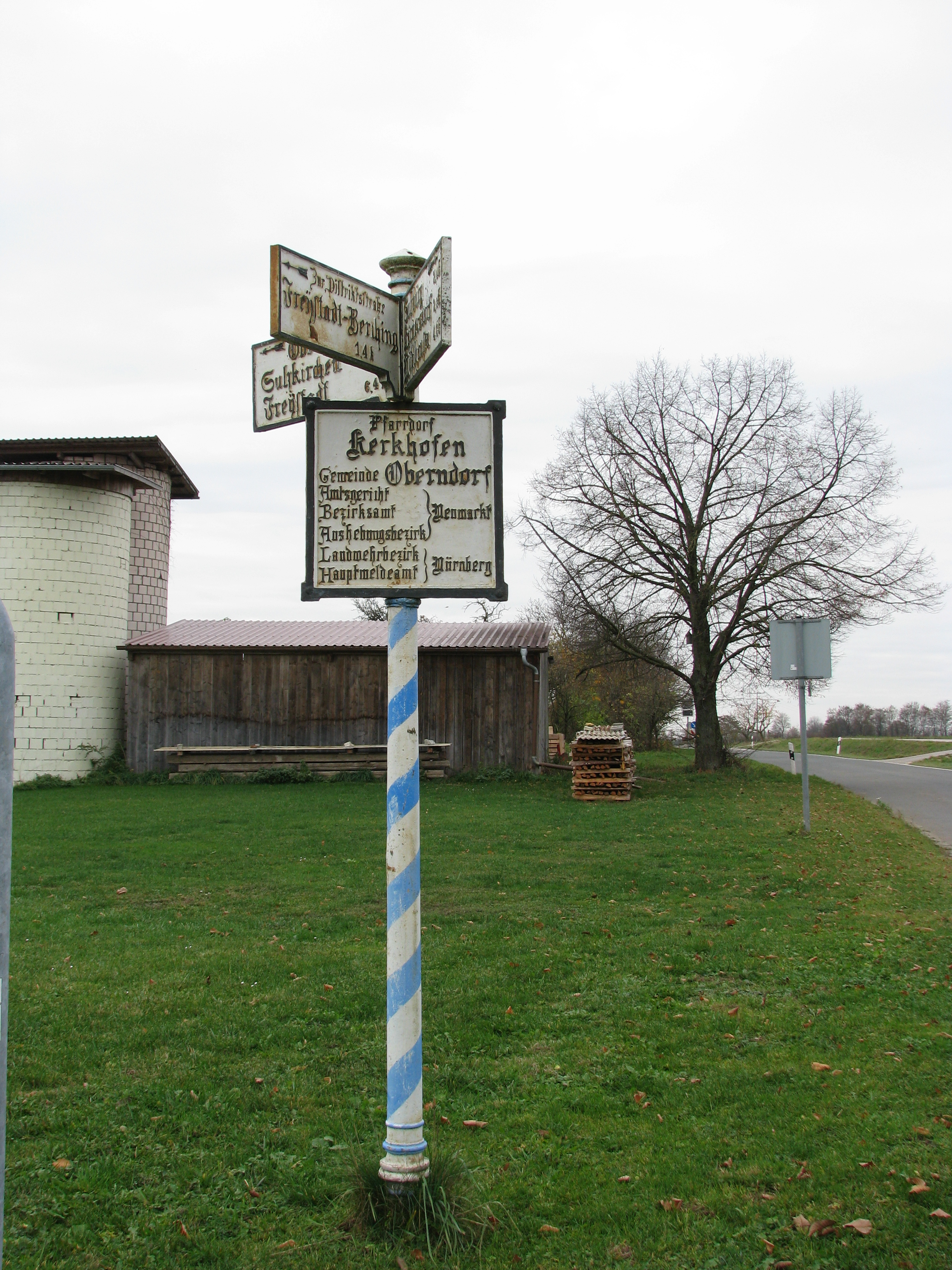
Gusseiserner Wegweiser (um 1900)

Güter in Kerkhofen gehörten zu den Zugehörungen der Burg Niedersulzbürg der Herren von Stein, nach ihrem Aussterben den Gundelfinger und Hohenfelser, bis 1403 Schweiker von Gundelfingen die Feste Niedersulzbürg mit allen Zugehörungen an die Wolfsteiner Gebrüder Hans, Albrecht, Wilhelm und Wigalus verkaufte. Die Wolfsteiner nahmen um 1550 den lutherischen Glauben an; 1555 war der Pfarrer von Kerkhofen noch katholisch.
Um 1732 gehörten zum wolfsteinschen Amt Sulzbürg „Kerckhoffen“ 16 „Mannschaften“ (= Höfe). 1740 starb mit dem letzten Reichsgrafen von Wolfstein, Christian Albrecht, das Geschlecht aus; der Besitz kam als erledigtes Reichslehen (1769 auch der Allodialbesitz) an das herzogliche Bayern, das zur Verwaltung dieser Güter, auch der Güter des Dorfes Kerkhofen, die Kabinettsherrschaften Sulzbürg-Pyrbaum errichtete.
Am Ende des Alten Reiches, um 1800, bestand Kerkhofen aus 15 Höfen unterschiedlicher Größe (darunter zwei ganze Höfe und zwei Halbhöfe) und dem Hirtenhaus und unterstand hochgerichtlich der herzoglich-bayerischen, zuletzt kurpfalzbayerischen Kabinettsherrschaft Sulzbürg. Das Niedergericht übte die Kabinettsherrschaft über ihre 14 Untertanen aus, das Klosterrichteramt Seligenporten und das Kastenamt Neumarkt über je einen Untertanen.
Im Königreich Bayern wurde Kerkhofen dem zwischen 1810 und 1820 gebildeten Steuerdistrikt Sulzbürg zugeteilt. Auch wurde 1806 die Pfarrei aufgelöst und der Ort nach Oberndorf eingepfarrt. Mit dem Gemeindeedikt von 1818 wurde aus Oberndorf, zuvor Teil des Steuerdistrikts Thannhausen, und aus Kerkhofen die Ruralgemeinde Oberndorf gebildet. Dabei blieb es bis zur Gebietsreform in Bayern, als die Gemeinde Oberndorf am 1. Januar 1972 aufgelöst wurde und Kerkhofen in die Gemeinde Mühlhausen umgegliedert wurde, während Oberndorf zur Stadt Freystadt kam.

### Einwohnerzahlen
- 1830: 070 (22 Häuser)[16]
- 1840: 094 (22 Häuser)[17]
- 1861: 122 (49 Gebäude, 1 Kirche)[18]
- 1871: 132 (47 Gebäude; Großvieh: 1 Pferd, 157 Rinder)[19]
- 1900: 120 (23 Wohngebäude)[20]
- 1938: 105 (9 Katholiken, 96 Protestanten)[21]
- 1961: 097 (20 Wohngebäude)[22]
- 1970: 120[23]
- 1987: 106 (25 Wohngebäude, 33 Wohnungen)[1]

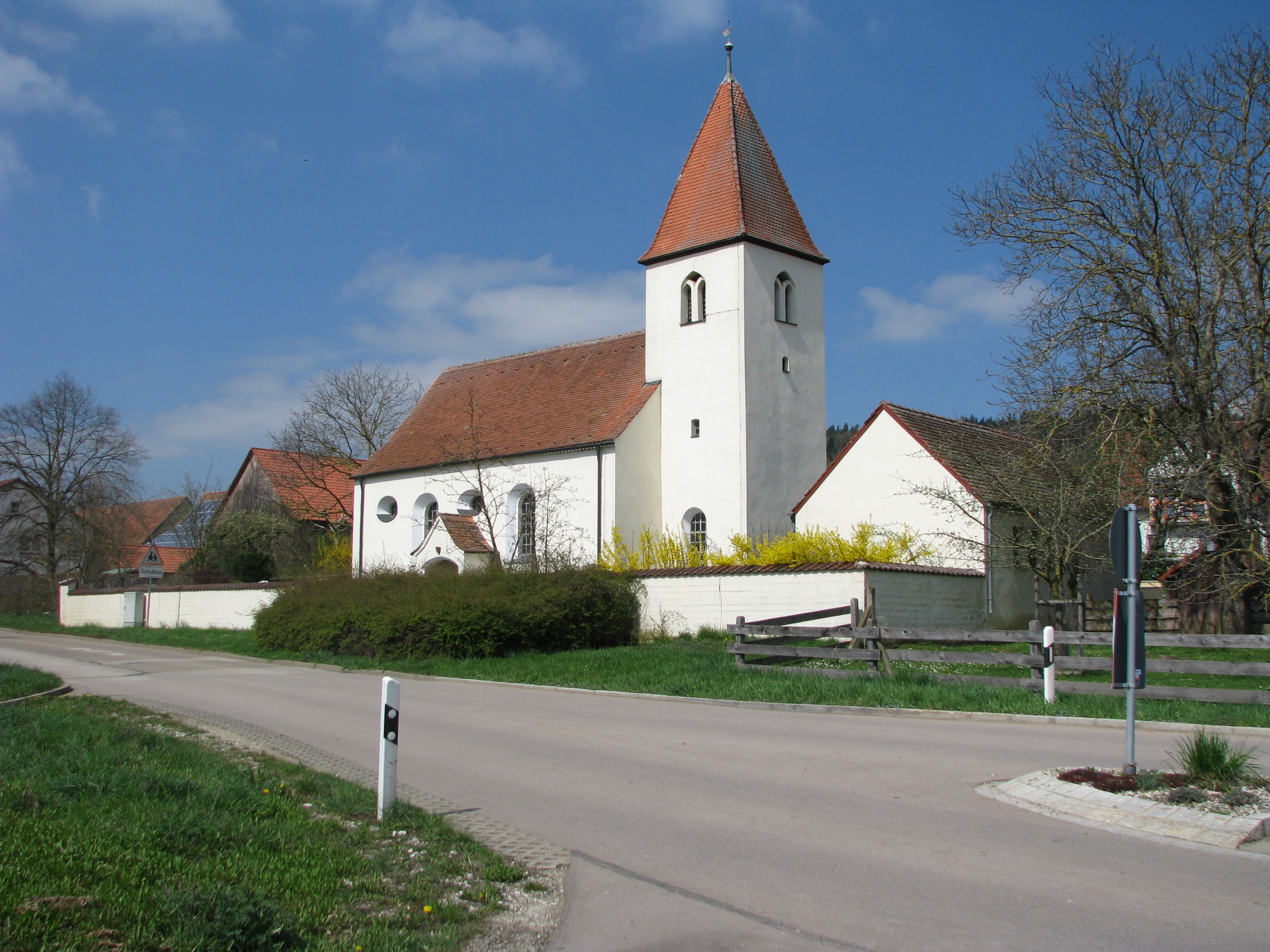
Evang. Pfarrkirche St. Othmar

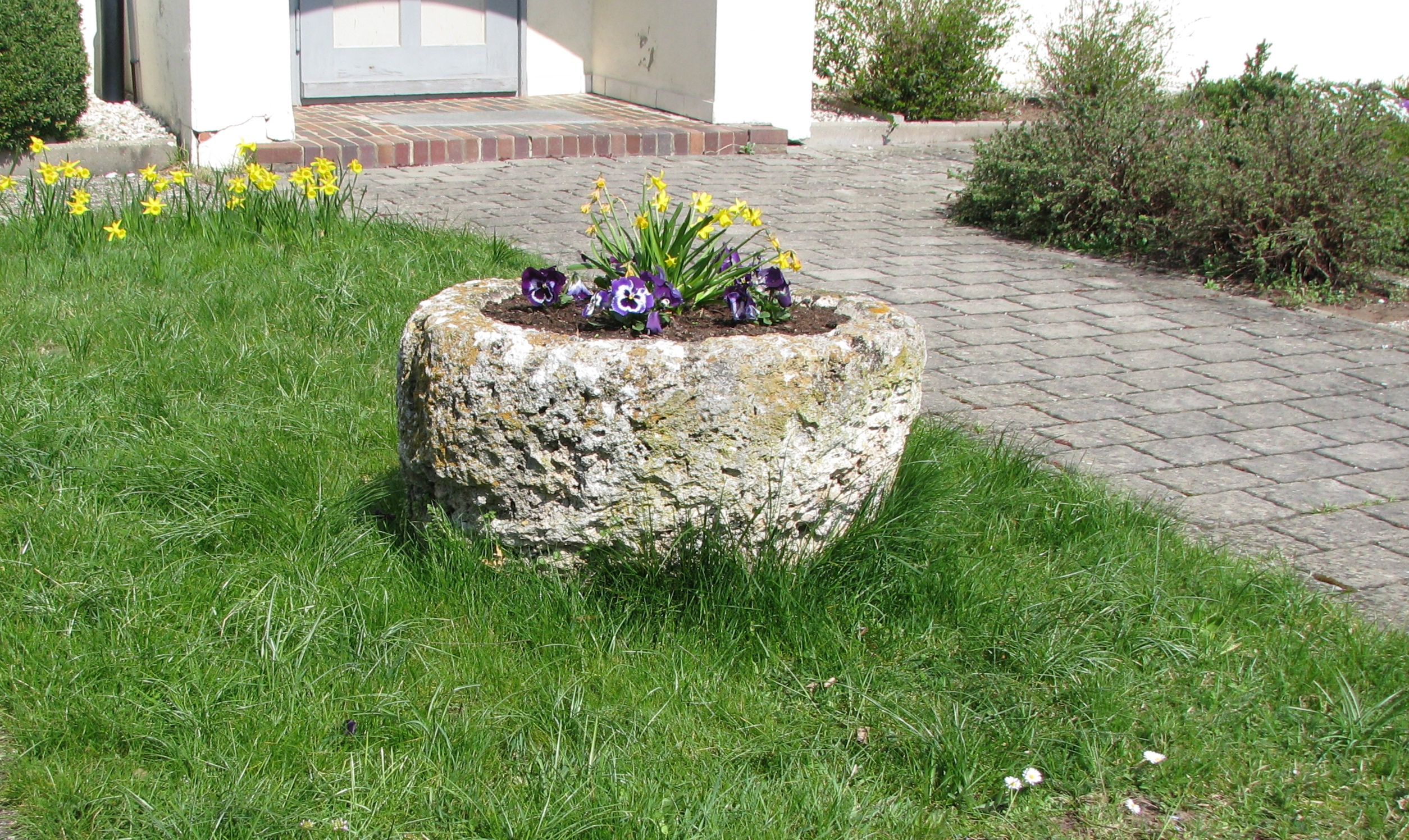
Historisches (Tauf?-)Becken an der Pfarrkirche

## Pfarrkirche St. Othmar
Die protestantische Pfarrkirche St. Othmar wurde unter Einbeziehung des gotischen Turmes 1718 erbaut. Im Turm mit seinem Pyramidendach befindet sich der Chor unter einem Kreuzgewölbe und an der Ostwand eine Sakramentsnische mit gotischem Eisengitterchen. Der Altar aus der Mitte des 17. Jahrhunderts hat zwei gewundene, weinlaubumrankte Säulen; er stammt wie die zeitgleich entstandene Kanzel aus der Marktkirche zu Sulzbürg. Im 18. Jahrhundert stellte Orgelmacher Eckerle eine Orgel auf, mit der er sich aber „schlechten Ruf erworben“ hat. Um 1900 hingen zwei Glocken aus dem 15. Jahrhundert im Turm.

## Baudenkmäler
Als Baudenkmäler gelten neben der Pfarrkirche drei Wohnstallbauten aus dem 18./19. Jahrhundert (Haus-Nr. 1, 5 und 7).

## Verkehrsanbindung
Der Ort liegt an einer Gemeindeverbindungsstraße zwischen Körnersdorf im Osten und Oberndorf im Westen. Bei Oberndorf mündet diese Straße in die Kreisstraße NM 18, nach Körnersdorf in die Kreisstraße NM 19. 2012 wurde der Radweg zwischen Kerkhofen und Mühlhausen eröffnet.

## Vereine
- Freiwillige Feuerwehr Kerkhofen
- EC (= Jugendbewegung „Entschieden für Christus“) Hofen-Kerkhofen. gegründet 1923[26]

## Persönlichkeiten
- Johann Christoph Martini, * 1732 in Nürnberg, ab 1771 Pfarrer in Kerkhofen, Historiker und Kirchenhistoriker; † 5. Mai 1804.[27]